# 大丈夫 (電影)
《大丈夫》（2003）是一部由彭浩翔執導的香港電影，由曾志偉、陳小春及杜汶澤主演。 影片于2003年上映，2004年荣获第23届香港电影金像奖新晋导演奖及最佳男配角，及第40屆金馬獎入圍電影。這電影為喜劇，講述四個老婆奴男性角色（曾志偉、陳小春、杜汶澤、賈宗超）背著妻子及女友（毛舜筠、盧巧音、原子鏸、李蘢怡）計劃召妓的故事。
續集《大丈夫2》（2006）乃由鍾晴執導，毛舜筠、麥曦茵、林愛華編劇。

## 演員
| 演員          | 角色                |
| 曾國祥 (青年) | 郭天佑 (天)         |
| 曾志偉        | 郭天佑 (天)         |
| 陳小春        | 李永祥醫生 (祥)     |
| 杜汶澤        | 徐嬌 (喪嬌)         |
| 陳百祥        | 楊能                |
| 梁家輝        | 任因九 (九叔)       |
| 吳君如        | 蘇花（九嫂）        |
| 毛舜筠        | 張秀賢律師 (Carrie) |
| 盧巧音        | 徐嬌妻(Anna / 芳)   |
| 原子鏸        | 李永祥妻 (綺貞)     |
| 李蘢怡        | 波仔女友 (鳳)       |
| 賈宗超        | 洪國波 (波仔)       |

### 客串演出
- 譚詠麟：酒店客人
- 彭浩翔：導演，九叔派對朋友
- 洪金寶：咖啡店老闆
- 吳家樂：咖啡店客人
- 錢嘉樂：咖啡店客人
- 洪天明：咖啡店客人
- 陳雅倫：咖啡店客人
- 詹瑞文：巴治奧，色情網吧老闆
- 林雪：陳警官
- EO2：記者
- 葛民輝：電梯男子
- 黃泆潼：電梯女子
- 王合喜：酒店櫃台
- 張達明：酒店服務員
- 肥媽：Jo Jo
- 麥家琪：珊
- 車婉婉：Cindy
- 劉曉彤：Mary
- 蔣怡：咖啡店客人
- 朱潔儀：楊能太太
- 韓君婷：飛機乘客
- 陳鍵鋒：飛機機師
- 呂頌賢：交通警察
- KL wong：路人甲
- Jenny Raven：年青時的JoJo
- 張志德：飾 足球評述員（聲演）

## 獎項及提名
| 年份 | 頒獎典禮                   | 獎項             | 名字                 | 結果 |
| ---- | -------------------------- | ---------------- | -------------------- | ---- |
| 2003 | 第40屆金馬獎               | 最佳導演         | 彭浩翔               | 提名 |
| 2003 | 第40屆金馬獎               | 最佳原著劇本     | 彭浩翔、葉念琛、李敏 | 提名 |
| 2003 | 第40屆金馬獎               | 最佳男配角       | 杜汶澤               | 提名 |
| 2003 | 第40屆金馬獎               | 最佳原創電影音樂 | 金培達、褚鎮東       | 提名 |
| 2004 | 第10屆香港電影評論學會大獎 | 最佳編劇         | 彭浩翔、葉念琛、李敏 | 提名 |
| 2004 | 第10屆香港電影評論學會大獎 | 最佳女演員       | 毛舜筠               | 提名 |
| 2004 | 第10屆香港電影評論學會大獎 | 推薦電影         | 不適用               | 獲獎 |
| 2004 | 第9屆香港電影金紫荊獎      | 最佳編劇         | 彭浩翔、葉念琛、李敏 | 提名 |
| 2004 | 第9屆香港電影金紫荊獎      | 最佳女主角       | 毛舜筠               | 提名 |
| 2004 | 第9屆香港電影金紫荊獎      | 最佳男配角       | 梁家輝               | 提名 |
| 2004 | 第23屆香港電影金像獎       | 最佳男配角       | 梁家輝               | 獲獎 |
| 2004 | 第23屆香港電影金像獎       | 新晉導演獎       | 彭浩翔               | 獲獎 |
| 2004 | 第4屆華語電影傳媒大獎      | 港台最佳編劇     | 彭浩翔、葉念琛、李敏 | 提名 |
| 2004 | 第4屆華語電影傳媒大獎      | 港台最佳女主角   | 毛舜筠               | 提名 |
| 2004 | 第4屆華語電影傳媒大獎      | 港台最佳男配角   | 梁家輝               | 提名 |
| 2004 | 第4屆華語電影傳媒大獎      | 港台最受歡迎影片 | 不適用               | 提名 |